# Torre de Narigües
La torre de Narigües (denominada también como torre Narigües del Pozacho) son unos restos de la antigua muralla musulmana de Madrid, ubicados en la calle Mayor, en el número 83, junto al viaducto que salva la calle de Segovia. Probablemente habría sido una torre albarrana, con una localización separada de la muralla propiamente dicha, pero unida a esta a través de un muro. Su función era la de servir de otero.

## Historia
Esta torre debió de ser una entre muchas de la muralla musulmana de Madrid, a una distancia aproximada de veinte metros entre ellas. Su existencia se prolonga hasta el siglo XIX, cuando la describe Mesonero Romanos en el siglo XVIII como ubicada en la cercanía de unas casas del Marqués de Malpica (palacio de Malpica), sobre las aguas y fuentes del Pozacho.